# Donja Stubla
Stubëll e Poshtme en albanais et Donja Stubla en serbe latin (en serbe cyrillique : Доња Стубла) est une localité du Kosovo située dans la commune/municipalité de Viti/Vitina, district de Gjilan/Gnjilane (Kosovo) ou district de Kosovo-Pomoravlje (Serbie). Selon le recensement kosovar de 2011, elle compte 77 habitants, tous albanais.

## Histoire
Dans le village, la maison de Riza Hajdar, qui date du XXe siècle, est proposée pour une inscription sur la liste des monuments culturels du Kosovo.

## Démographie

### Évolution historique de la population dans la localité
| 1948 | 1953 | 1961 | 1971 | 1981 | 1991 | 2011 |
| ---- | ---- | ---- | ---- | ---- | ---- | ---- |
| 236  | 272  | 296  | 268  | 291  | 384  | 77   |

|  |